# DCM风险投资公司
DCM（DCM Ventures，前身为Doll Capital Management）是一家辦公地點位于硅谷、东京和北京的风险投资公司。DCM于1996年由David Chao和Dixon Doll共同创立    。该公司主要投资于美国、中国、日本和韩国  的初创企业，不過在欧洲、中东和拉丁美洲也有一些投资。DCM是第一家在中国投资早期技术领域的硅谷公司。截至2021年，它管理着大约42亿美元的資產，在美國和亞洲地區已投資超過400間高科技企業。DCM在中國的投資案例包括当当网、易車網、快手、脉脉、探探、小马智行、易到、途牛、唯品會、丁香園、58同城等。